# Tim Palmer (Physiker)

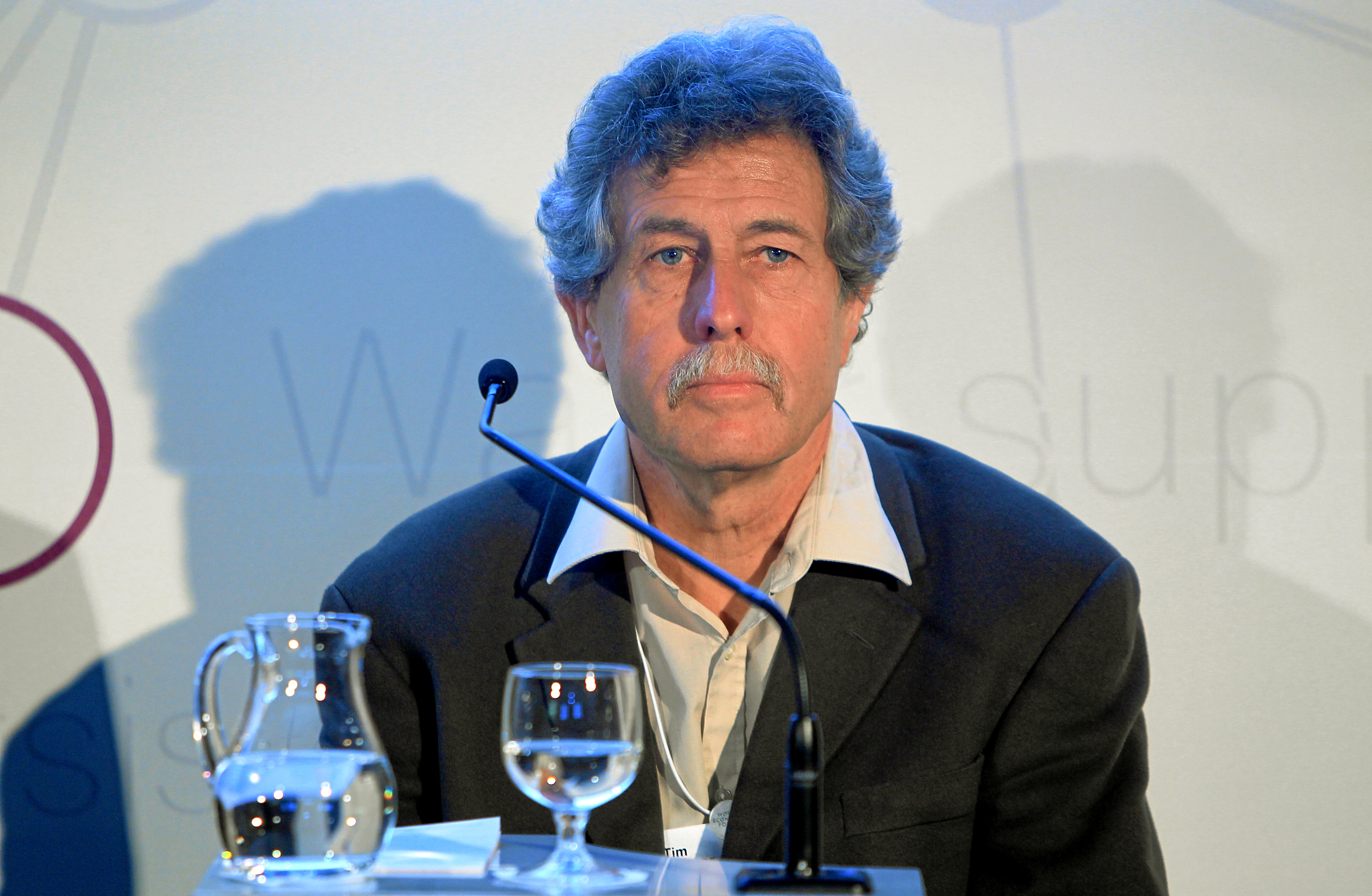
Palmer, Weltwirtschaftsforum 2013

Timothy Noel „Tim“ Palmer (* 31. Dezember 1952 in Kingston upon Thames) ist ein britischer Physiker und Meteorologe.
Palmer studierte in Bristol und wurde an der Universität Oxford bei Dennis Sciama in Physik (Allgemeine Relativitätstheorie) promoviert und arbeitete dann bei Stephen Hawking in Cambridge über Supergravitation. Bald darauf wandte er sich der Meteorologie zu, ging 1978 ans Meteorological Office und wurde 1986 Abteilungsleiter und Senior Scientist am European Centre for Medium Range Weather Forecasts in Reading. Er ist außerdem seit 2010 Royal Society 2010 Anniversary Professor für Physik des Klimas in Oxford und Fellow des Jesus College.
Als Meteorologe ist er für Arbeiten in numerischer Wettervorhersage und Klimaforschung bekannt, speziell Ensemble Forecasting, in der Unsicherheiten über Anfangsdaten (und deren Anwachsen im Rahmen der nichtlinearen Dynamik des Wetters) in die Vorhersage einbezogen werden. Er ist einer der Leitautoren im Third Assessment Report des Intergovernmental Panel on Climate Change.
2008 schlug er vor, die Gesetze der Physik um ein auf der Theorie der Fraktale und nichtlinearer Dynamik basierendes Postulat der invarianten Menge (Invariant Set Hypothesis) zu erweitern und sieht dies als Möglichkeit zum besseren Verständnis einiger Paradoxien der Quantentheorie (Einstein-Podolsky-Rosen-Paradoxon, Kochen-Specker-Theorem).
2014 erhielt er die Dirac-Medaille (IOP) für seine meteorologischen Arbeiten. Außerdem erhielt er den  Royal Society Esso Energy Award, die Buchan Medal der Royal Meteorological Society, den Charney Award und die Gustav Rossby Medal der American Meteorological Society. 2003 wurde er Fellow der Royal Society und 1978 der Royal Meteorological Society und er ist Mitglied der American Meteorological Society. Er wurde 2010 Präsident der Royal Meteorological Society. 2004 wurde er Mitglied der Academia Europaea, 2015 wurde er in die American Philosophical Society gewählt, 2019 in die American Academy of Arts and Sciences und 2020 in die National Academy of Sciences.
1997 gewann Palmer den Jule G. Charney Award, für 2018 wurde ihm die Lewis-Fry-Richardson-Medaille zugesprochen. 2023 erhielt er die Goldmedaille der Royal Astronomical Society und den International Meteorological Organization Prize.

## Schriften
- mit F. Molteni, R. Buizza, T.  Petroliagis The ECMWF Ensemble Prediction System: Methodology and validation, Quarterly Journal of the Royal Meteorological Society, Band  122, 1996, S. 73–119
- mit G.J. Shutts, R. Hagedorn, F.J. Doblas-Reyes, T. Jung, M. Leutbecher: Representing Model Uncertainty in Weather and Climate Prediction, Annual Review of Earth and Planetary Sciences, Band 33, 2005, S. 163–193.
- Herausgeber mit Paul Williams: Stochastic physics and climate modeling, Cambridge University Press 2010
- Herausgeber mit Renate Hagedorn: Predictability of weather and climate, Cambridge University Press 2008
- The primacy of doubt : from climate change to quantum physics, how the science of uncertainty can help predict and understand our chaotic world, Oxford University Press, 2022